# Fungal Diversity
Fungal Diversity是一個同行評審的科學期刊，內容涵蓋真菌的多樣性、系統分類學與分子系统发生学等真菌學主題，是中國科學院昆明植物研究所的正式出版物，於1998年8月創刊。